# Philippe Senderos
Philippe Sylvain Senderos (Genève, 14 februari 1985) is een voormalig Zwitsers voetballer die bij voorkeur als verdediger speelde. Tussen 2002 tot en met 2019 kwam hij uit voor onder andere Arsenal, AC Milan, Valencia CF en Rangers FC. Senderos debuteerde in 2005 in het Zwitsers voetbalelftal. De Zwitser spreekt Engels, Frans, Duits, Spaans en Italiaans.

## Clubcarrière
Senderos' vader is Spaans en zijn moeder Servisch. Hij debuteerde in het seizoen 2001/02 in het betaald voetbal bij Servette. Hij werd voor het seizoen 2004/05 naar Arsenal gehaald. Daar debuteerde Senderos in de League Cup tegen Manchester City. Toen Sol Campbell in 2005 geblesseerd raakte, was Senderos zijn vervanger bij Arsenal. Hij won daarmee in 2004/05 de FA Cup door in de finale van Manchester United te winnen. Bij Arsenal speelde hij met nummer zes, dat drie decennia lang toebehoorde aan Tony Adams. In het seizoen 2009/10 werd Senderos uitgeleend aan Everton. Na periodes bij AC Milan en Everton tekende hij in 2010 een contract bij Fulham. Daar speelde hij 3,5 seizoen, waarna de club hem een half jaar verhuurde aan Valencia CF. Hij tekende in juni 2014 een tweejarig contract bij Aston Villa, dat hem transfervrij overnam van Fulham. In 2016 speelde hij eerst voor Grasshopper Club Zürich en sinds de zomer voor Rangers FC. Hij verruilde Rangers FC in augustus 2017 transfervrij voor Houston Dynamo. Daar liep zijn contract eind 2018 af. In september 2019 sloot hij aan bij FC Chiasso, waar hij op 9 november 2019 zijn debuut maakte. Op 16 december 2019 kondigde de Zwitser per direct het einde van zijn voetbalcarrière aan.

## Clubstatistieken
| Seizoen | Club           | Wedstrijden | Doelpunten | Competitie           |
| ------- | -------------- | ----------- | ---------- | -------------------- |
| 2001/02 | Servette       | 3           | 0          | Axpo Super League    |
| 2002/03 | Servette       | 23          | 3          | Axpo Super League    |
| 2004/05 | Arsenal        | 13          | 0          | Premier League       |
| 2005/06 | Arsenal        | 20          | 2          | Premier League       |
| 2006/07 | Arsenal        | 14          | 0          | Premier League       |
| 2007/08 | Arsenal        | 17          | 2          | Premier League       |
| 2008/09 | Arsenal        | 0           | 0          | Premier League       |
| 2008/09 | → AC Milan     | 14          | 0          | Serie A              |
| 2009/10 | → Everton      | 2           | 0          | Premier League       |
| 2010/11 | Fulham         | 3           | 0          | Premier League       |
| 2011/12 | Fulham         | 21          | 1          | Premier League       |
| 2012/13 | Fulham         | 21          | 0          | Premier League       |
| 2013/14 | Fulham         | 12          | 1          | Premier League       |
| 2013/14 | → Valencia CF  | 8           | 0          | Primera División     |
| 2014/15 | Aston Villa    | 8           | 0          | Premier League       |
| 2015/16 | Grasshopper    | 14          | 0          | Super League         |
| 2016/17 | Rangers FC     | 3           | 0          | Scottish Premiership |
| 2017    | Houston Dynamo | 2           | 0          | Major League Soccer  |
| 2018    | Houston Dynamo | 8           | 4          | Major League Soccer  |
| 2019/20 | FC Chiasso     | 3           | 0          | Challenge League     |
| Totaal  | Totaal         | 210         | 13         |                      |

## Interlandcarrière
Bij het gewonnen Europees kampioenschap onder 17 in 2002 was Senderos aanvoerder van Zwitserland. Nadat hij in 2005 debuteerde in het nationale elftal speelde hij op het wereldkampioenschap 2006 alle groepswedstrijden. In het laatste duel tegen Zuid-Korea maakte Senderos het eerste doelpunt, waarbij hij zijn neus brak. Doordat hij ook geblesseerd raakte aan zijn schouder, moest hij worden geopereerd en eindigde zijn deelname aan het toernooi voortijdig.
Op het Europees kampioenschap voetbal 2008 speelde Senderos alle drie de wedstrijden van Zwitserland volledig mee. Het wereldkampioenschap voetbal 2010 duurde voor Senderos 36 minuten. Tijdens een zelf ingezette sliding in het eerste groepsduel tegen Spanje (0–1 winst) verstuikte hij zijn enkel en kon hij niet meer verder. Hierdoor miste hij ook de andere twee Zwitserse wedstrijden tegen Chili en Honduras.
In mei 2014 werd Senderos door bondscoach Ottmar Hitzfeld opgenomen in de selectie voor het wereldkampioenschap 2014 in Brazilië. Clubgenoten (Valencia CF) Eduardo Vargas (Chili), Ricardo Costa en João Pereira (Portugal) en Sofiane Feghouli (Algerije) waren ook actief op het toernooi. Senderos wist niet door te dringen tot de 23-koppige selectie voor het EK voetbal 2016 in Frankrijk. Bondscoach Vladimir Petković liet hem buiten de ploeg, net als onder anderen Gökhan Inler.

## Erelijst
| Competitie            |         |         |         |         |
| Competitie            | Aantal  | Jaren   |         |         |
| Arsenal               | Arsenal | Arsenal | Arsenal | Arsenal |
| --------------------- | ------- | ------- | ------- | ------- |
| FA Cup                | 1x      | 2004/05 |         |         |
| FA Community Shield   | 1x      | 2004    |         |         |
| Zwitserland –17       |         |         |         |         |
| Europees kampioen –17 | 1x      | 2002    |         |         |